# Marc Bellin du Coteau

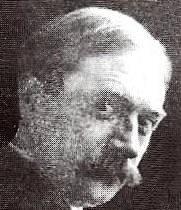
Marc Bellin du Coteau

Marc Léon Bellin du Coteau (* 21. Juli 1883 in Paris; † 23. August 1938 in Saint-Germain-en-Laye) war ein französischer Leichtathlet und Sportmediziner.
1904 wurde er mit dem nationalen Rekord von 50,0 s französischer Meister im 400-Meter-Lauf. Im Jahr darauf wurde er nationaler Vizemeister, und 1907 gelang ihm erneut der Titelgewinn.
Bei den Olympischen Zwischenspielen 1906 in Athen wurde er Achter über 400 m. Über 100 m schied er im Vorlauf aus.
Später verfasste er mehrere Werke über Sportmedizin und Sportpädagogik.
Von 1932 bis 1936 war er Präsident des Welthockeyverbandes FIH.